# David Will (Reiter)

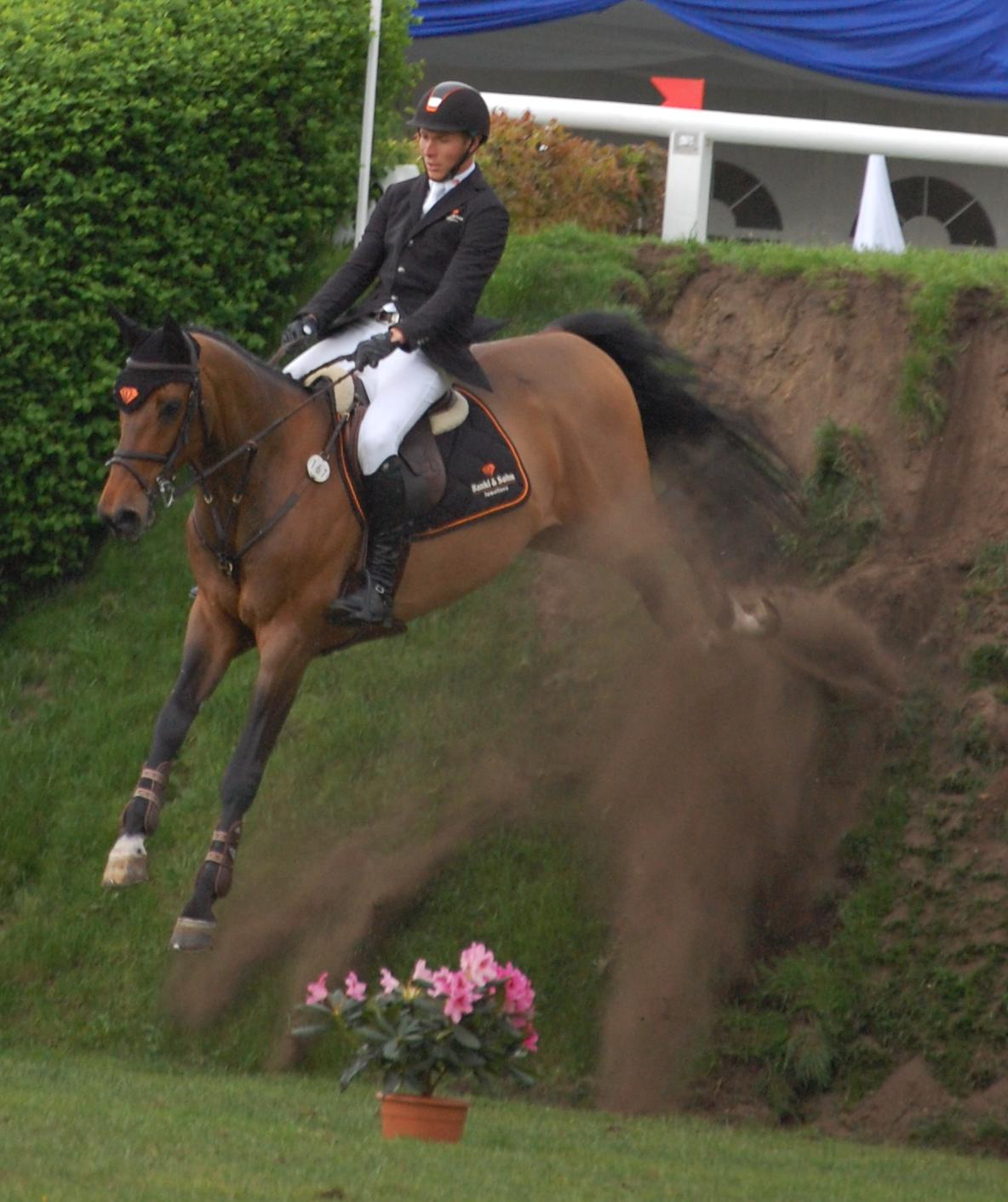
David Will mit Carefino bei der 2. Qualifikation zum Deutschen Spring-Derby Hamburg 2013

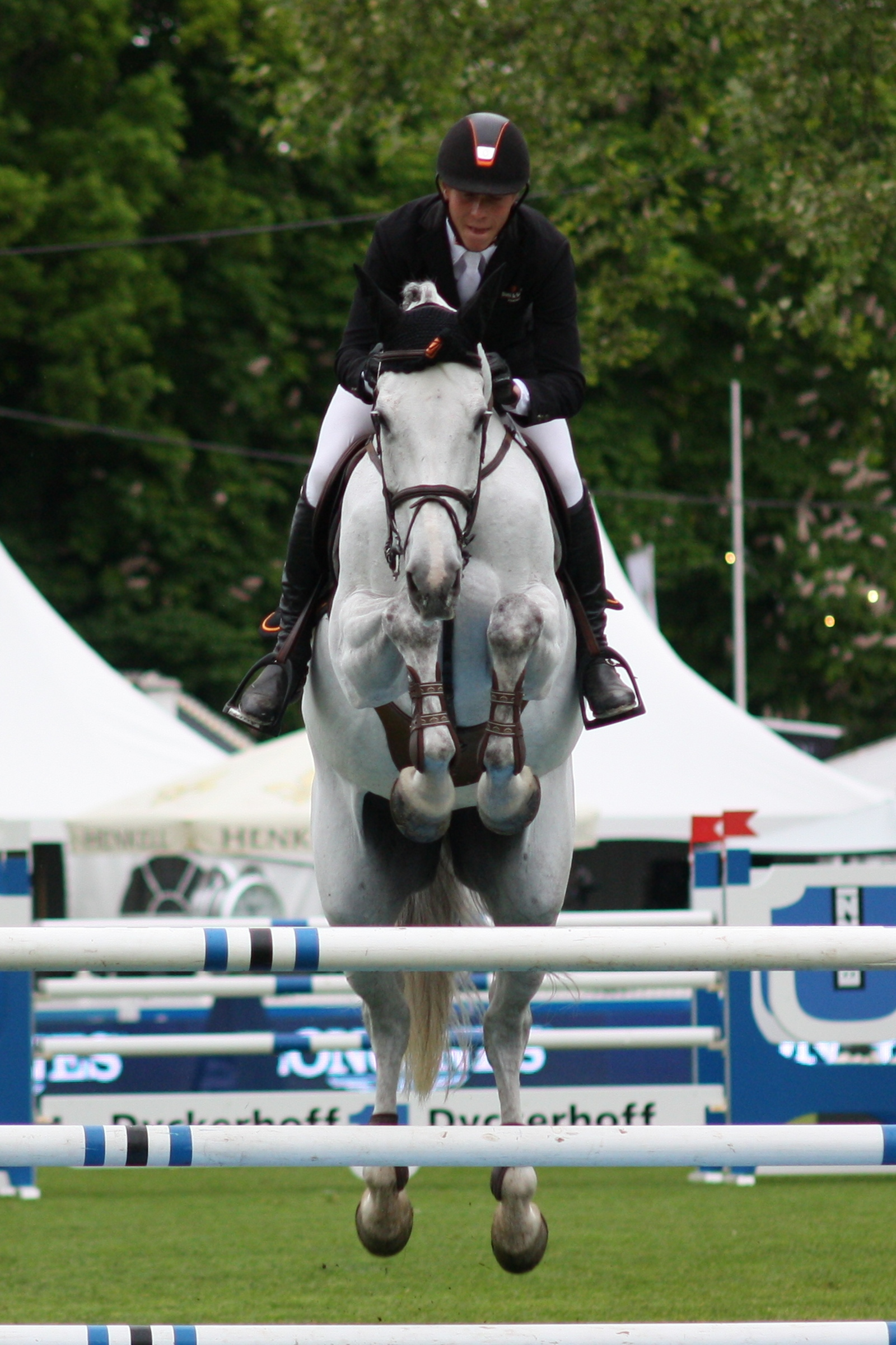
David Will mit Juvina auf dem Internationalen Pfingstturnier Wiesbaden

David Will (* 21. März 1988 in Bayern) ist ein deutscher Springreiter.

## Werdegang
Will stammt aus einer pferdebegeisterten Familie, seine Eltern leiten den Reitstall Gut Ising in Chiemgau. Neunjährig begann er regelmäßig zu reiten und verließ nach dem 10. Schuljahr das Gymnasium, um eine Bereiterlehre zu absolvieren. Diese begann er in München, wechselte später in den Stall von Dietmar Gugler in Pfungstadt. Nach Abschluss der Lehre ging er für ein Jahr zur Sportschule der Bundeswehr nach Warendorf. Danach kehrte er in den Stall von Gugler zurück.
Sein erstes S-Springen gewann er 2010 in Mannheim. Beim CHIO Rotterdam wurde er 2011 erfolgreichster Reiter des Turniers. 2012 siegte er im Sattel von Don CeSar mit der deutschen Mannschaft im Nationenpreis in Wellington (Florida). Im November 2012 gewann Will mit Colorit den Großen Preis des CSI 4*-Turniers Munich Indoors. Zudem erreichte er den dritten Platz der Gesamtwertungen der Riders Tour 2012 und der Riders Tour 2015.
In Oktober 2017 verließ Will den Stall von Dietmar Gugler. Zunächst betrieb er zusammen mit Andreas Kreuzer einen Ausbildungs- und Turnierstall in Herford. Seit Jahresanfang 2019 ist er selbständig in Marburg-Dagobertshausen tätig. Im Jahr 2020 gründete er dort mit dem Springreiter Richard Vogel eine gemeinsame Gesellschaft, die sich im Folgejahr um mehrere Bereiterinnen anwuchs und Stand Ende 2021 60 Pferde in Beritt hatte.
Seinen bis dahin größten Einzelerfolg glückte Will im Juli 2019, als er den King Georges V Gold Cup beim CSIO 5* Hickstead gewann. Im Abstand von weniger als zwei Wochen war David Will im November 2020 Mitglied von zwei siegreichen Nationenpreismannschaften. Gut zwei Jahre nach seinem Sieg in Hickstead gewann David Will erneut einen Großen Preis eines traditionsreichen Nationenpreisturniers, den mit 400.000 Euro dotierten Großen Preis des CSIO Rom auf der Piazza di Siena.
Will war im Jahr 2012 Teil des deutschen B2-Kaders der Springreiter. Der Perspektivkader (vormals B-Kader) gehörte er von 2013 bis 2016 sowie wieder ab Dezember 2020 an. Nachdem Will bereits für die im Jahr 2021 ausgetragenen Olympischen Spiele in Tokio auf der Longlist stand, wurde er für die im gleichen Jahr ausgetragenen Europameisterschaften in Riesenbeck mit C Vier nominiert. Mit der Mannschaft belegte er dabei den 2. Platz und in der Einzelkonkurrenz den 7. Rang.
In der jährlichen Springreiter-Rangliste der Deutschen Reiterlichen Vereinigung war David Will 2021 erstmals der erfolgreichste deutsche Springreiter. In der Weltrangliste erreichte er im Februar 2022 auf Platz 18.
Beim Weltcupfinale 2022 trat Will mit C Vier an. Bei seinem ersten Weltcupfinalstart erreichte er den sechsten Rang.

## Pferde
aktuelle:
- DSP Concordia (* 1997), Württemberger Schimmelstute, Vater: Colorit, Muttervater: Cassini I[14]
- Chaqueen (* 2017), Hannoveraner Schimmelstute, Vater: Chacoon Blue, Muttervater: Quicksilber

ehemalige Turnierpferde:

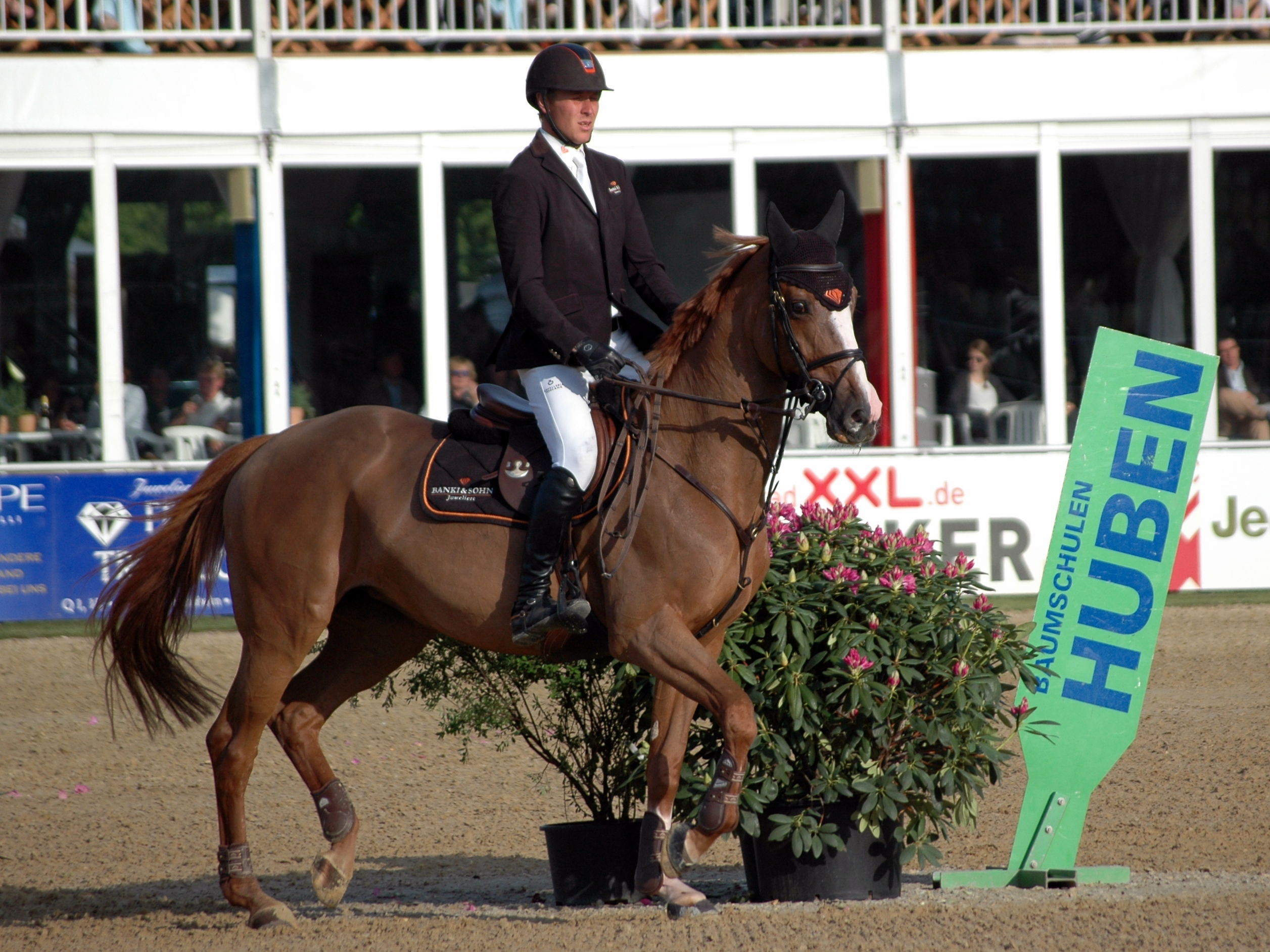
David Will und Mic Mac du Tillard beim Maimarkt-Turnier Mannheim 2014

- Don CeSar (* 1997), Westfale Fuchswallach, Vater: Drossan, Muttervater: Frühlingsball; zuletzt 2012 im internationalen Sport eingesetzt[15]
- Aperol (* 2000), Holsteiner Fuchshengst, Vater: Aloube Z, Muttervater:  Landgraf I; zuvor von Angelica Augustsson und Lars Nieberg geritten, später von Sönke Rothenberger und Yves Houtackers geritten[16]
- Mic Mac du Tillard (* 2000), Selle Français-Fuchsstute, Vater: Cruising, Muttervater: Galoubet A; wurde bis Ende 2013 von Angelica Augustsson geritten, im Sommer 2017 aus dem Sport verabschiedet[17][4]
- Colorit (* 2003), Württemberger Schimmelhengst, Vater: Coriano, Muttervater: Capitol; bis Ende 2011 von Franz-Josef Dahlmann geritten, ab Juli 2015 von Christian Ahlmann geritten[18]
- Spring Dark (* 2006), braune Selle Français-Stute, Vater: Jazz Band Courcelle, Muttervater: Palestro II; zuvor u. a. von Markus Hauri, James Shore und Rolf-Göran Bengtsson geritten, ab August 2020 von Denis Lynch geritten[19]
- Chillert Blue (* 2008), Westfale brauner Wallach, Vater: Chacco-Blue, Muttervater: Polydor; seit Juni 2018 von Matthis Westendarp geritten[20]
- C Vier (* 2008), brauner Holsteiner Wallach, Vater: Cardento, Muttervater: Concorde, bis Juli 2020 von Janine Rijkens geritten, ab Mai 2022 von Cian O’Connor geritten[21]
- Never Walk Alone (* 2010), brauner Holsteiner Wallach, Vater: Numero Uno, Muttervater: Mytens xx; bis Anfang Juni 2019 von Gerald Nothdurft geritten, ab Ende 2020 von Richard Vogel geritten[22]

## Erfolge

### Championate und Weltcup
Europameisterschaften:
- 2021, Riesenbeck: mit C Vier 2. Platz mit der Mannschaft und 7. Platz im Einzel

Weltcupfinale:
- 2022, Leipzig: 6. Platz mit C Vier

### Weitere Erfolge
- 2012: 6. Platz beim Großen Preis von Hagen a.T.W. (CSI 4*) mit Colorit, 3. Platz im Großen Preis von Mannheim (CSI 3*) mit Colorit, 1. Platz im Großen Preis von München
- 2013: 1. Platz im Weltcupspringen von ’s-Hertogenbosch (CSI 5*-W) mit Colorit, 1. Platz im Großen Preis von Kakegawa Tsumagoi (CSI 3*) mit Bolleke van het Heike, 1. Platz in der Badenia  (CSI 3* Mannheim) mit Colorit
- 2014: 4. Platz im Großen Preis von Falsterbo (CSIO 5*) mit Mic Mac du Tillard, 2. Platz im Großen Preis von Boll (CSI 2*) mit High Voltage
- 2015: 1. Platz im Großen Preis von Hagen a.T.W. (CSI 4*) mit Colorit, 1. Platz im Großen Preis von Šamorín (CSI 4*) mit Mic Mac du Tillard, 2. Platz im Großen Preis von Odense (CSI 3*) mit Mic Mac du Tillard, 1. Platz im Großen Preis der Munich Indoors (CSI 3*) mit Mic Mac du Tillard, 3. Platz im Großen Preis der Salzburg (CSI 4*) mit Mic Mac du Tillard
- 2016: 1. Platz im Weltcupspringen von al-Ain (CSI 3*-W) mit Mic Mac du Tillard
- 2017: 1. Platz im Weltcupspringen von Abu Dhabi (CSI 3*-W) mit Mic Mac du Tillard, 4. Platz im Weltcupspringen von al-Ain (CSI 3*-W) mit Mic Mac du Tillard, 2. Platz im Großen Preis von Schardscha (CSI 2*) mit Cento du Rouet, 1. Platz im Großen Preis von Damme (CSI 2*) mit Chillert Blue sowie mit der deutschen Mannschaft 4. Platz im Nationenpreis von al-Ain (CSIO 5*) mit Monodie H
- 2018: 3. Platz im Großen Preis eines CSI 3* in Vilamoura mit Chillert Blue, 1. Platz im Großen Preis eines CSI 2* in Oliva mit Forest Gump
- 2019: 1. Platz im Großen Preis von Redefin (CSI 3*) mit Spring Dark, 1. Platz im Großen Preis von Dettighofen-Albführen (CSI 3*) mit Spring Dark, 1. Platz im Großen Preis von Jakubowice (CSI 3*) mit Never Walk Alone, 1. Platz im King Georges V Gold Cup (CSIO 5* Hickstead) mit Never Walk Alone, zwei Siege in CSI 2*-Großen Preisen in Grimaud mit Perry, 1. Platz im Großen Preis eines CSI 3* im Oktober in Oliva mit Forest Gump, 2. Platz im Großen Preis eines CSI 3* im November in Opglabbeek mit Primus vom Neumühler Hof, 1. Platz im Weltcupspringen von Al-Ain (CSI 3*-W) mit Spring Dark
- 2020: 2. Platz im Großen Preis eines CSI 2* im November in Oliva mit Ted, 3. Platz im Großen Preis des CSIO 3* in Vilamoura, 2. Platz im Großen Preis des CSIO 3* in Vejer de la Frontera mit C Vier sowie mit der deutschen Mannschaft 1. Platz im Nationenpreis von Vilamoura (CSIO 3*) mit C Vier und 1. Platz im Nationenpreis von Vejer de la Frontera (CSIO 3*) mit C Vier
- 2021: 1. Platz im Großen Preis von Rom (CSIO 5*) mit C Vier, 1. Platz im Großen Preis eines CSI 2* in Šamorín mit Primus vom Neumühler Hof, 1. Platz im Großen Preis des CSI 3*-Rahmenturniers bei den Europameisterschaften in Riesenbeck mit Quentucky Jolly, 1. Platz im Großen Preis eines CSI 2* in  Opglabbeek  mit Babalou, 2. Platz im Weltcupspringen von Madrid (CSI 5*-W) mit C Vier, 3. Platz im Weltcupspringen von Al-Ain (CSI 3*-W) mit Babalou sowie mit der deutschen Mannschaft 2. Platz im Nationenpreis von Rom (CSIO 5*) mit C Vier
- 2022: 1. Platz im Weltcupspringen von Abu Dhabi - Al Shira'aa (CSI 4*-W) mit Babalou, 2. Platz im Großen Preis eines CSI 2* in Opglabbeek mit Babalou, 1. Platz im Großen Preis von Bayern (CSI 2* München-Riem) mit Primus vom Neumühler Hof, 1. Platz im Großen Preis von Wiesbaden (CSI 4*) mit Concordia sowie mit der deutschen Mannschaft 4. Platz im Nationenpreis von Abu Dhabi (CSIO 5*) mit Babalou

(Stand: 10. Juni 2022)